# حادث طائرة جيش الطيران التونسي 2018
حادث طائرة جيش الطيران التونسي 2018 هو حادث سقوط طائرة تدريب من نوع إرماتشي إس إف 260 تابعة لجيش الطيران التونسي في محيط القاعدة الجوية بصفاقس مساء 23 أبريل 2018. 

أسفر الحادث عن وفاة طاقم الطائرة المكون من مدرب طيران وتلميذ.

## الحادث
يوم 23 أبريل 2018 بعد الساعة الحادية عشر ليلا، سقطت طائرة عسكرية تونسية من نوع إرماتشي إس إف 260 تابعة لجيش الطيران التونسي وذلك في محيط القاعدة الجوية بصفاقس. أقلعت الطائرة في إطار حصة تدريبية واستكشافية ليلية وكان طاقمها يتكون من شخصين: مدرب الطيران النقيب محجوب العامري والتلميذ ضابط صف وسام غراب. توفيا الاثنان عند سقوط الطائرة.

## التحقيق
أعلنت وزارة الدفاع الوطني التونسية في 24 أبريل عن فتح تحقيق لمعرفة أسباب سقوط الطائرة، فيما تعهد القضاء العسكري هو الآخر بفتح تحقيق قضائي في الغرض.

## مقالات ذات صلة
- حادث سقوط المروحية العسكرية التونسية 2018